# Erik van Schaaik
Erik van Schaaik (Maartensdijk, 24 juli 1968) is een Nederlands animator, schrijver, film- en televisieregisseur, producent, vormgever en componist.
Erik van Schaaik studeerde grafische vormgeving aan de Hogeschool voor de Kunsten Arnhem (ArtEZ). Hij maakt kinderprogramma's voor VPRO en KRO en verschillende korte animatiefilms waaronder VENT waarmee hij de FIPRESCI award op de International Animated film Festival in Annecy won en Under The Apple Tree waarmee hij in 2015 een Gouden Kalf voor Beste Korte Film won. Erik werkt onder andere met Il Luster Productions, The Drawing Room, Pedri Animation, BosBros, Martin Fondse, Eric Vloeimans en Ernst Reijseger.